# اینیا (رود)
اینیا (به لاتین: Inya) یک رود در روسیه است که در استان کمروو واقع شده‌است.